# Upper Partridge Lake
Upper Partridge Lake är en sjö i Kanada.   Den ligger i countyt Hastings County och provinsen Ontario, i den sydöstra delen av landet, 150 km väster om huvudstaden Ottawa. Upper Partridge Lake ligger 366 meter över havet. Arean är 1,1 kvadratkilometer. Den sträcker sig 1,6 kilometer i nord-sydlig riktning, och 1,6 kilometer i öst-västlig riktning.
I omgivningarna runt Upper Partridge Lake växer i huvudsak blandskog. Trakten runt Upper Partridge Lake är nära nog obefolkad, med mindre än två invånare per kvadratkilometer.